# 캐릭온
캐릭온은 2015년 6월 13일에 시작한 유튜브 채널이며 현재는 게임 채널의 방향성을 가지고 있다. 2016년 실버버튼을 수여받았으며, 2020년에는 12월 25일 골드버튼을 수여받았다.

## 채널 성향
캐릭온은 유튜브를 처음 시작한 2015년에는 키즈 채널로 캐릭터 그림 그리기, 만들기 등의 컨텐츠를 진행했으며, 2016년부터는 뽀로로의 장난감을 사용하여 상황극을 진행했다.
현재는 타키와 포오라는 캐릭터로  마인크래프트, 포트나이트, 로블록스, 루이지 맨션,카트라이더 캐릭온 단편 애니메이션 와 같은 콘텐츠를 한다.

## 같이 보기
- 유튜브
- 카트라이더
- 마인크래프트
- 포트나이트